# Vlag van Dronten

Vlag van de gemeente Dronten

De vlag van Dronten is bij raadsbesluit op 27 mei 1982 vastgesteld als de gemeentelijke vlag van Dronten. De vlag is gebaseerd op het gemeentelogo.

## Beschrijving
De beschrijving van de vlag is als volgt:
Groen, met op de scheiding van broeking en vlucht en met een hoogte gelijk aan 16/21 van de vlaghoogte een wit embleem, volgens het vignet van de gemeente, zijnde een zevental gestileerde en binnen een cirkelvorm gegroepeerde meerpalen.

## Achtergrond
Deze vlag werd al op 4 september 1973 gevoerd als de onofficiële vlag van de gemeente in afwachting van een definitief besluit. Echter na bijna tien jaar was de vlag al zodanig ingeburgerd dat hij in 1982 werd vastgesteld als de officiële gemeentevlag. Er is geen verband met het gemeentewapen van Dronten. Hoewel het in principe een logovlag is, voldoet deze aan de voorwaarden om opgenomen te worden in het vlaggenregister. Het ontwerp was van Ben Bos.
Almere ·
Dronten ·
Lelystad ·
Noordoostpolder ·
Urk ·
Zeewolde